# Liste der Friedhöfe in Bremen

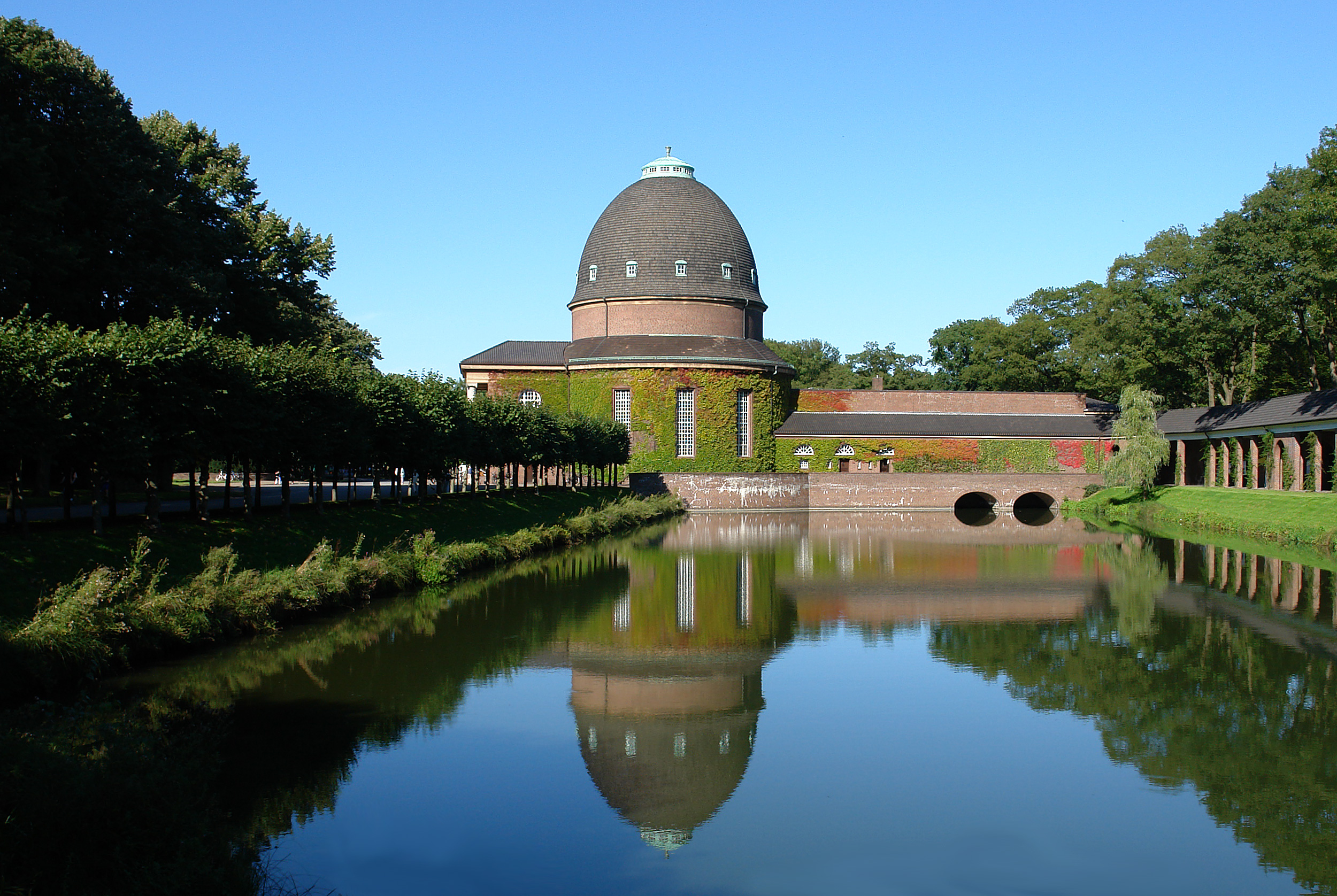
Friedhofskapelle auf dem Osterholzer Friedhof

Die Liste der Friedhöfe in Bremen nennt belegte und nicht mehr belegte Friedhöfe in Bremen, Freie Hansestadt Bremen.
In der Stadtgemeinde Bremen gibt es 13 städtische Friedhöfe, die vom Umweltbetrieb Bremen verwaltet werden. Außerdem gibt es zwei jüdische Friedhöfe, zwei katholische Friedhöfe und einige evangelische (evang.-lutherische und evang.-reformierte) Friedhöfe.
Das gemeinsame Krematorium aller Bremer Friedhöfe befindet sich auf dem Friedhof Huckelriede.
Die folgenden Tabellen zeigen Friedhöfe in der Stadt Bremen, sortiert von Norden nach Süden in Bezug auf die Bezirke, Stadt- bzw. Ortsteile, zunächst rechts der Weser von Rekum bis Mahndorf und dann weiter links der Weser mit Seehausen bis Arsten.

## Friedhöfe, die noch belegt werden
| Friedhof                                     | Stadtteil, Ortsteil, Straße und Lage                                                                        | Eröffnung      | Fläche        | Konfession               | Kapelle u. a.                                         | Bemerkungen, Internetseite(n), Friedhofspläne |
| -------------------------------------------- | --- | -------------- | ------------- | ------------------------ | ----------------------------------------------------- | --- |
|                                              | Rechts der Weser                                                                                            |                |               |                          |                                                       | |
| Friedhof Rekum                               | Blumenthal / Rekum Hörnstraße 53° 13′ 38″ N, 8° 30′ 47″ O                                                   | ?              |               | evang.-ref.              | Kapelle                                               | Friedhof der ev.-ref. Kirche Rekum und der ev.-ref. Kirchengemeinde Neuenkirchen, keine Kriegsgräber |
| Friedhof Rönnebeck                           | Blumenthal / Rönnebeck An der Amtsweide 53° 11′ 41″ N, 8° 32′ 2″ O                                          | ?              |               | evang.-ref.              | Kapelle                                               | Friedhof der ev.-ref. Gemeinde Rönnebeck-Farge. Auch Farger Friedhof genannt, liegt jedoch nicht im Ortsteil Farge-Rekum. |
| Waldfriedhof Blumenthal                      | Blumenthal / Lüssum-Bockhorn Turnerstraße 201 53° 12′ 16″ N, 8° 33′ 45″ O                                   | 1966           | 11 bzw. 24 ha | städtisch                | Kapelle                                               | keine Kriegsgräber. Friedhofsplan |
| Katholischer Friedhof Blumenthal             | Blumenthal / Lüssum-Bockhorn Neuenkirchener Weg 53° 12′ 6″ N, 8° 33′ 47″ O                                  | 1911           | ≈ 2 ha        | katholisch               | Kapelle                                               | Schmaler, geometrisch angeordneter Friedhof mit zentraler Kapelle, keine älteren Gräber vor 1930, keine Kriegsgräber und kein Ehrenmal. Bis 1911 wurde der nicht erhaltene Friedhof von 1860 an der Fresenbergstraße, gegenüber der Kirche St. Marien genutzt. |
| Friedhof Am Godenweg                         | Blumenthal / Lüssum-Bockhorn Godenweg 53° 11′ 39″ N, 8° 34′ 45″ O                                           | ?              |               | evang.-luth.             | Kapelle                                               | Friedhof der ev. Martin-Luther-Gemeinde Blumenthal, backsteingotische Kapelle, daneben Holzkreuz zu Ehren der Gefallenen der zwei Weltkriege. |
| Evangelischer Friedhof Blumenthal (ev.-ref.) | Blumenthal Landrat-Christians-Straße 53° 10′ 59″ N, 8° 35′ 3″ O                                             | ?              |               | evang.-ref.              | Kirche                                                | Friedhof der ev.-ref. Gemeinde Bremen-Blumenthal, einige ältere Gräber u. a. ein kleines Urnenmausoleum, Grabanlage der Familie Ferdinand Ullrich aus schwarzem Granit mit zentraler Bronzefigur, kleine Anlage von Kriegsgräbern hinter der Kirche, Kirchturm von 1604 als Ehrenmal für die Gefallenen der zwei Weltkriege, daneben ein privat gestiftetes Ehrenmal, beim Turm einige alte Grabsteine aus der Zeit Ende des 18. Jh. / Anfang des 19. Jh. refo-blumenthal.de |
| Friedhof Neu-Aumund                          | Vegesack / Aumund-Hammersbeck Beckstraße 53° 11′ 27″ N, 8° 36′ 41″ O                                        | 1928           | 13.8 ha       | städtisch                | Kapelle                                               | Kriegsgräber: ja (Zweiter Weltkrieg). Friedhofsplan |
| Friedhof Vegesack                            | Vegesack / Fähr-Lobbendorf Lindenstraße 53° 10′ 45″ N, 8° 35′ 49″ O                                         | 1876           | ≈ 1.7 ha      | evangelisch              | Kapelle                                               | Neuer Friedhof Vegesack, Gräber vieler Reeder, Schiffbauer und Kapitäne, Grabmäler von Johann Lange, Bernhard Schröder und Gerhard Rohlfs, Kapelle von 1930 nach Plänen von Ernst Becker-Sassenhof, Ehrenmale auf dem alten Friedhof neben der Stadtkirche Vegesack. bremer-wege.de |
| Friedhof Alt-Aumund                          | Vegesack Johann-Fromm-Weg 53° 10′ 24″ N, 8° 37′ 45″ O                                                       | ?              |               | evangelisch              | Kapelle                                               | Friedhof der Kirchengemeinde Alt-Aumund. |
| Friedhof Grohn                               | Vegesack / Grohn Steingutstraße 53° 10′ 12″ N, 8° 39′ 9″ O                                                  | 1907           |               | evangelisch & katholisch | Kapelle                                               | besteht aus Friedhöfen der ev. St.-Michaels-Kirchengemeinde und der kath. Gemeinde Heilige Familie in Grohn, südlich ein abgegrenzter Bereich der Familie Leffers mit kleinem Gedenkhäuschen, kleines Mausoleum der Familie Otto Freise. |
| Friedhof Lesum                               | Burglesum / Lesum Bördestraße 53° 10′ 18″ N, 8° 41′ 27″ O                                                   | ?              | 3.9 ha        | evangelisch              | Kapelle                                               | Friedhof der St. Martini-Gemeinde Bremen-Lesum. |
| Friedhof Grambke                             | Burglesum / Burg-Grambke Hinter der Grambker Kirche 7 53° 8′ 33″ N, 8° 43′ 2″ O                             | ?              |               | evangelisch              | Kirche                                                | Friedhof der ev. Kirchengemeinde Grambke. |
| Friedhof Mittelsbüren                        | Burglesum / Werderland Mittelsbürener Landstraße 36 53° 7′ 43″ N, 8° 39′ 14″ O                              | ?              | 1.3 ha        | evangelisch              | Moorlose Kirche                                       | Friedhof der ev. Kirchengemeinde Mittelsbüren. |
| Friedhof Wasserhorst                         | Blockland / Wasserhorst Wasserhorst 12 53° 9′ 49″ N, 8° 44′ 24″ O                                           | ?              |               | evangelisch              | Kirche                                                | Friedhof der ev. Kirchengemeinde Wasserhorst. |
| Friedhof Oslebshausen                        | Gröpelingen / Oslebshausen Ritterhuder Heerstraße 3 53° 8′ 2″ N, 8° 44′ 17″ O                               | ?              |               | evangelisch              | Kirche                                                | Friedhof der ev. Kirchengemeinde Oslebshausen, kleiner, geometrischer Friedhof, Wege und Bereiche zwischen den Gräbern basieren auf Sand, ältesten Grabmäler (Grabsteine in Obeliskenform aus schwarzem Granit) von 1890 bis 1905, schwarzer Granit-Obelisk zu Ehren des Widerstandskämpfers Dietrich Bonhoeffer hinter der Kirche. |
| Friedhof Gröpelingen                         | Gröpelingen Gröpelinger Heerstraße 262 53° 7′ 11″ N, 8° 45′ 14″ O                                           | 1902           | 1 ha          | städtisch                | keine                                                 | Kleiner, geometrischer Friedhof, hauptsächlich basierend auf Rasen, ältesten Grabmäler (Grabsteine in Obeliskenform aus schwarzem Granit) von 1895 bis 1905. |
| Waller Friedhof                              | Walle Waller Friedhofstraße 53° 6′ 25″ N, 8° 46′ 11″ O                                                      | 1875           | 28.9 ha       | städtisch                | Kapelle                                               | Park-/Rasenfriedhof mit zwei Seen, Kriegsgräber von den beiden Weltkriegen und großes Ehrenmal, viele künstlerisch gestaltete Grabmale von 1875 bis etwa 1920, Erwähnenswert ist das Mausoleum Knoop. → Artikel inkl. Friedhofsplan. |
| Friedhof Horn                                | Horn-Lehe Horner Heerstr. 30 53° 5′ 49″ N, 8° 52′ 9″ O                                                      | ?              |               | evangelisch              | Kirche                                                | Friedhof der ev. Kirchengemeinde Horn, wahrscheinlich der am dichtesten belegte Friedhof in Bremen, Wege und Bereiche zwischen den Gräbern basieren auf Sand und Kies, ältere große Gruft links neben der Kirche, Mauerumzäunung. |
| Riensberger Friedhof                         | Schwachhausen / Riensberg Friedhofstraße 53° 5′ 36″ N, 8° 51′ 36″ O                                         | 1875           | 28.1 ha       | städtisch                | Kapelle, Kolumbarium Riensberger Friedhof, Verwaltung | Park-/Rasenfriedhof mit einem See und Bächen, mit den meisten künstlerisch gestalteten Grabmalen, sehr viele Gräber prominenter Bremer, Mausoleen Rutenberg und Schmiedell und die Grabmäler von Johann Höpken, August Hammerschlag, G. W. Focke und H. A. Gildemeister, keine Kriegsgräber und kein Ehrenmal. → Artikel inkl. Friedhofsplan. |
| Neuer jüdischer Friedhof                     | Schwachhausen Beckfeldstraße                                                                                | 2008           |               | jüdisch                  |                                                       | Umgeben von einem Wassergraben und einer Mauer. |
| Friedhof Borgfeld                            | Borgfeld Katrepeler Landstraße 9 53° 7′ 34″ N, 8° 54′ 20″ O                                                 | ?              |               | evangelisch              | Kirche                                                | Kriegsgräber: nein. |
| Friedhof Oberneuland                         | Oberneuland Hohenkampsweg 6 53° 5′ 30″ N, 8° 56′ 19″ O                                                      | ?              |               | evangelisch              | Kirche und Kapelle                                    | Friedhof der ev. Kirchengemeinde Oberneuland, Kriegsgräber und ein Ehrenmal für Gefallene beider Weltkriege, historische Grabsteine neben der Kapelle, viele ältere Grabsteine von vor 1930. |
| Jüdischer Friedhof Deichbruchstraße          | Hemelingen / Hastedt Deichbruchstraße 53° 3′ 58″ N, 8° 51′ 53″ O                                            | 1796 bis heute | ≈ 1 ha        | jüdisch                  | Kapelle                                               | Friedhof inmitten eines Häuserblocks, daher kaum einsehbar, eingeschränkte Öffnungszeiten. → Artikel |
| Friedhof Hastedt                             | Hemelingen / Hastedt Alter Postweg 24 53° 3′ 54″ N, 8° 52′ 1″ O                                             | 1900           | 3 ha          | städtisch                | Kapelle                                               | Viele alten Grabsteine mit Schäden sind durch aus dem Zweiten Weltkrieg, die Kapelle wurde zerstört. Friedhofsplan |
| Osterholzer Friedhof                         | Osterholz Steinmetzenweg Osterholzer Heerstraße 53° 3′ 56″ N, 8° 55′ 14″ O                                  | 1920           | 79.5 ha       | städtisch                | Kapelle, Verwaltung                                   | Park-/Rasenfriedhof mit vielen Kriegsgräbern des Zweiten Weltkrieges (Soldaten, Bombenopfer, Häftlinge), ältere Grabmäler von um 1920, wenige davon auch figürlich. → Artikel. Friedhofsplan |
| Friedhof Sebaldsbrück                        | Hemelingen / Sebaldsbrück Sebaldsbrücker Heerstraße (Eingang neben Haus-Nr. 121) 53° 3′ 38″ N, 8° 53′ 23″ O | 1893           |               | privat                   | keine                                                 | Betreiber ist der Verein für die Beerdigungsanstalt in Sebaldsbrück vom 21. März 1983, einziger privatbetriebene Friedhof in Bremen. |
| Friedhof Hemelingen                          | Hemelingen Marschstraße 34 53° 2′ 44″ N, 8° 53′ 29″ O                                                       | 1904           | 4.5 ha        | städtisch                | Kapelle                                               | Keine Kriegsgräber. Friedhofsplan |
| Friedhof Arbergen                            | Hemelingen / Arbergen Arberger Heerstraße 77 53° 2′ 17″ N, 8° 55′ 2″ O                                      | vor 1800       | ≈ 2 ha        | evangelisch              | Kirche St. Johannis                                   | Friedhof der ev. Kirchengemeinde St. Johannis Arbergen. |
| Friedhof Mahndorf                            | Hemelingen / Mahndorf Mahndorfer Deich 28 53° 1′ 55″ N, 8° 56′ 52″ O                                        | 1930           | 3.5 ha        | städtisch                | Kapelle                                               | Ehrenmal für die Gefallenen beider Weltkriege. |
|                                              | Links der Weser                                                                                             |                |               |                          |                                                       | |
| Friedhof Seehausen                           | Seehausen Seehauser Landstraße 166 53° 6′ 39″ N, 8° 42′ 28″ O                                               | ?              |               | evang.-luth.             | Kirche St. Jacobi                                     | Friedhof der ev.-luth. Kirchengemeinde St. Jacobi Seehausen. |
| Friedhof Rablinghausen                       | Woltmershausen / Rablinghausen Rablinghauser Deich 4 53° 5′ 30″ N, 8° 45′ 17″ O                             | vor 1800       | ≈ 2 ha        | evangelisch              | Kirche                                                | Friedhof der ev. Kirchengemeinde Rablinghausen, einige Grabsteine aus dem 18. Jh. bei der Kirche. |
| Friedhof Woltmershausen                      | Woltmershausen Woltmershauser Straße 476 53° 5′ 11″ N, 8° 45′ 39″ O                                         | 1890           | 3.2 ha        | städtisch                | Kapelle                                               | Backsteingotische Kapelle mit Orgel, keine kunsthistorisch bedeutenden Grabsteine, ehemaliges Verwalterhaus von 1948 im Bungalowstil. |
| Friedhof der Kirche St.-Georg, Kirchhuchting | Huchting / Kirchhuchting Kirchhuchtinger Landstraße 24 53° 3′ 4″ N, 8° 44′ 29″ O                            | 13. Jh.        | unter 1 ha    | evangelisch              | Kirche St. Georg                                      | Kleiner Friedhof der ev. St. Georgs Kirchengemeinde Huchting direkt um die Kirche. |
| Friedhof Huchting                            | Huchting / Kirchhuchting Kirchhuchtinger Landstraße 208 53° 2′ 15″ N, 8° 43′ 46″ O                          | 1934           | 7.1 ha        | städtisch                | Kapelle                                               | Friedhofsplan |
| Friedhof Buntentor                           | Neustadt / Buntentor Buntentorsteinweg 67/69 53° 3′ 55″ N, 8° 48′ 11″ O                                     | um 1820        | 3.1 ha        | städtisch                | Kapelle                                               | Rasenfriedhof, Grab von Stadtbaumeister Johann Georg Poppe (1769–1826). |
| Friedhof Huckelriede                         | Neustadt / Huckelriede Werderhöhe Habenhauser Landstraße 53° 3′ 12″ N, 8° 49′ 54″ O                         | 1956           | 27.1 ha       | städtisch                | Kapelle und städtisches Krematorium                   | Park-/Rasenfriedhof, keine Kriegsgräber, Persönlichkeiten: Gerhard Müller-Menckens. Friedhofsplan |
| Friedhof Arsten                              | Obervieland / Arsten In der Tränke 24 53° 1′ 54″ N, 8° 51′ 6″ O                                             | ?              |               | evangelisch              | Kirche St. Johannes + Kapelle                         | Friedhof der ev. Gemeinde Arsten-Habenhausen. |

## Friedhöfe, die nicht mehr belegt werden
| Friedhof                        | Stadtteil, Ortsteil, Straße und Lage                                       | Eröffnung–Schließung                                                                          | Konfession      | Kapelle u. a.       | Bemerkungen, Internetseite(n), Friedhofspläne |
| ------------------------------- | -------------------------------------------------------------------------- | --------------------------------------------------------------------------------------------- | --------------- | ------------------- | --- |
| Alter Friedhof Vegesack         | Vegesack Kirchheide 53° 10′ 25″ N, 8° 37′ 15″ O                            | 1820–1876                                                                                     | evang. (uniert) |                     | Ehemaliger Alter Vegesacker Friedhof an der Stadtkirche Vegesack, später Umbettung einiger Gräber zum neuen Vegesacker Friedhof, 1905 umgestaltet zum Park, wenige Grabsteine, darunter die von Albrecht Wilhelm Roth und August Christian Wilmanns blieben erhalten, Ehrenmale: Deutsch-französischer Krieg von 1870/71 und Erster Weltkrieg (errichtet 1925) mit Namen der Gefallenen. bremer-wege.de |
| Alter Friedhof Lesum            | Burglesum / Lesum Hindenburgstraße 53° 10′ 4″ N, 8° 41′ 26″ O              | 11. Jh.–1882                                                                                  | evang.-ref.     | Lesumer Kirche      | Alter Lesumer Friedhof an der Lesumer Kirche, seit Mitte des 19. Jh. nicht mehr belegt, viele historische Grabsteine erhalten. |
| Gräber an der Emmaus-Kirche     | Gröpelingen / Oslebshausen Adelenstraße 53° 7′ 29″ N, 8° 44′ 44″ O         | 1934–1965 (Daten basieren auf Angaben der zwei Gräber)                                        | evang.-luth.    | Emmauskirche        | Bei der Emmaus-Kirche des Diakonissenhauses befinden sich heute zwei Gräber: das von Johann Ludwig Schrage (* 5. April 1843; † 13. Juni 1934; war 1904 Präsident der Handelskammer Bremen; kleine Granittafel im Eingangstor) und das von Constantin Frick und dessen Frau Clara (Grabstein). |
| Grabsteine an der Andreaskirche | Gröpelingen / Gröpelingen Danziger Straße 20–22 53° 6′ 58″ N, 8° 45′ 20″ O | vor 1650 bis etwa 1900 (basierend auf Baustil des jüngsten und des ältesten Grabsteins)       | evang.-luth.    | Andreaskirche       | An der Außenmauer der Andreaskirche stehen bzw. hängen an der Wand fünf z. T. beschädigte Grabsteine und Grabplatten. Sie stammen vom Kirchfriedhof des im Zweiten Weltkrieg zerstörten Vorgängerbaus. |
| Gräber an der Waller-Kirche     | Walle / Walle Lange Reihe 53° 6′ 12″ N, 8° 46′ 36″ O                       | vor 1646 bis etwa 1900 (basierend auf Baustil des jüngsten und Datum des ältesten Grabsteins) | evang.-luth.    | Waller Kirche       | An der Waller Kirche stehen fünf im Zweiten Weltkrieg stark beschädigte Grabsteine. Ein Grabstein mit gotischen Ornamenten hatte ein Kreuz, üblich in der Zeit von etwa 1870 bis 1900. Der größte Stein wohl von um 1850. An einem der drei noch älteren Grabsteine lässt sich das Jahr 1680 ablesen. Im Kirchturm ist eine eingelassene Grabplatte von 1646.                                           |
| Stephanikirchhof                | Altstadt Stephanikirchhof 53° 4′ 52″ N, 8° 47′ 40″ O                       | ?                                                                                             | evang.-luth.    | Kirche St. Stephani | Um die Stephanikirche befand sich früher ein Friedhof, von dem heute nur noch sehr wenige Grabsteine und Grabplatten erhalten sind. Auf der Südseite des Hauptturms befindet sich eine eingelassene, gut erhaltene Grabplatte Nikolaus Kiesselbach, Pastor zu St. Stephani, 1797–1816. |
| Gräber im Dom                   | Altstadt Bremer Dom 53° 4′ 32″ N, 8° 48′ 32″ O                             | bis etwa 1800                                                                                 | evang.-luth.    | Bremer Dom          | Im Inneren des Kirchenschiffes befinden sich annähernd 90 Gräber von Bischöfen, Erzbischöfen und anderen einflussreichen Kirchenpersönlichkeiten. Auch die letzte Ruhestätte von Adolph Freiherr Knigge liegt hier. |
| Friedhof am Dom                 | Altstadt Bremer Dom 53° 4′ 31″ N, 8° 48′ 32″ O                             | bis etwa 1840                                                                                 | evang.-luth.    | Bremer Dom          | Im Innenhof des Bremer Doms und des ehemaligen Klosters befinden sich einige Grabsteine und Grabplatten. Es sind überwiegend ehemalige Pastoren des Doms. |

Hinzu kommen noch die Friedhöfe, die nicht mehr existieren:
- Friedhof vor dem Doventor (1917 aufgehoben; →ehemalige Lage)
- Friedhof vor dem Herdentor (1903 geschlossen; →ehemalige Lage)

Bereits zu Beginn der Planung des Riensberger und des Waller Friedhofes wurde die Schließung dieser Friedhöfe beschlossen. Einige der historischen Grabsteine und Grabplatten dieser Friedhöfe wurden später auf dem zu der Zeit neuentstandenem Osterholzer Friedhof wieder aufgestellt bzw. in der Wandelhalle der Kapelle neu errichtet. Es wurden auch Gräber von Bremer Persönlichkeiten wie z. B. vom ehemaligen Bürgermeister Johann Smidt oder vom Astronom Heinrich Wilhelm Olbers auf den Riensberger Friedhof umgebettet.